# Temporada 1987-88 de los Denver Nuggets
La temporada 1987-88 fue la duodécima de los Denver Nuggets en la NBA, tras la fusión de la liga con la ABA, donde había jugado nueve temporadas. La temporada regular acabó con 54 victorias y 28 derrotas, ocupando el segundo puesto de la conferencia Oeste, clasificándose para los playoffs, en los que cayeron en semifinales de la Conferencia Oeste ante Dallas Mavericks.

## Elecciones en elDraft
| Ronda | Puesto | Jugador       | Posición  | Nacionalidad             | Universidad |
| ----- | ------ | ------------- | --------- | ------------------------ | ----------- |
| 2     | 31     | Andre Moore   | Ala-Pívot | Estados Unidos Australia | Loyola (IL) |
| 5     | 100    | Ron Grandison | Ala-Pívot | Estados Unidos           | New Orleans |

## Temporada regular
| División Medio Oeste | División Medio Oeste | División Medio Oeste | División Medio Oeste | División Medio Oeste | División Medio Oeste | División Medio Oeste | División Medio Oeste | División Medio Oeste |
| Equipo               | G                    | P                    | %                    | PD                   | Casa                 | Fuera                | Div                  |                      |
| -------------------- | -------------------- | -------------------- | -------------------- | -------------------- | -------------------- | -------------------- | -------------------- | -------------------- |
| y-Denver Nuggets     | 54                   | 28                   | .659                 | –                    | 35–6                 | 19–22                | 18–12                |                      |
| x-Dallas Mavericks   | 53                   | 29                   | .646                 | 1                    | 33–8                 | 20–21                | 20–10                |                      |
| x-Utah Jazz          | 47                   | 35                   | .573                 | 7                    | 33–8                 | 14–27                | 18–12                |                      |
| x-Houston Rockets    | 46                   | 36                   | .561                 | 8                    | 31–10                | 15–26                | 13–17                |                      |
| x-San Antonio Spurs  | 31                   | 51                   | .378                 | 23                   | 23–18                | 8–33                 | 12–18                |                      |
| Sacramento Kings     | 24                   | 58                   | .293                 | 30                   | 19–22                | 5–36                 | 9–21                 |                      |

## Playoffs

### Primera ronda
Denver Nuggets vs. Seattle SuperSonics 
| Fecha       | Partido                                     | Ciudad  |
| ----------- | ------------------------------------------- | ------- |
| 29 de abril | Denver Nuggets 126, Seattle SuperSonics 123 | Denver  |
| 1 de mayo   | Denver Nuggets 91, Seattle SuperSonics 111  | Denver  |
| 3 de mayo   | Seattle SuperSonics 114, Denver Nuggets 125 | Seattle |
| 5 de mayo   | Seattle SuperSonics 127, Denver Nuggets 117 | Seattle |
| 7 de mayo   | Denver Nuggets 115, Seattle SuperSonics 96  | Denver  |
|             | Denver Nuggets gana las series 3-2          |         |

### Semifinales de Conferencia
Denver Nuggets vs. Dallas Mavericks 
| Fecha      | Partido                                  | Ciudad |
| ---------- | ---------------------------------------- | ------ |
| 10 de mayo | Denver Nuggets 126, Dallas Mavericks 115 | Denver |
| 12 de mayo | Denver Nuggets 108, Dallas Mavericks 112 | Denver |
| 14 de mayo | Dallas Mavericks 105, Denver Nuggets 107 | Dallas |
| 15 de mayo | Dallas Mavericks 124, Denver Nuggets 103 | Dallas |
| 17 de mayo | Denver Nuggets 106, Dallas Mavericks 110 | Denver |
| 19 de mayo | Dallas Mavericks 108, Denver Nuggets 95  | Dallas |
|            | Dallas Mavericks gana las series 4-2     |        |

## Estadísticas
| Rk | Jugador         | Edad | P  | PT | MP   | TC   | TCI  | %TC  | T3  | T3I | %T3  | TL  | TLI | %TL   | RO  | RD  | RT  | AS  | RB  | TAP | BP  | FP  | PTS  |
| -- | --------------- | ---- | -- | -- | ---- | ---- | ---- | ---- | --- | --- | ---- | --- | --- | ----- | --- | --- | --- | --- | --- | --- | --- | --- | ---- |
| 1  | Fat Lever       | 27   | 82 | 82 | 37.3 | 7.8  | 16.6 | .473 | 0.1 | 0.7 | .211 | 3.0 | 3.9 | .785  | 2.5 | 5.6 | 8.1 | 7.8 | 2.7 | 0.3 | 2.2 | 2.6 | 18.9 |
| 2  | Alex English    | 34   | 80 | 80 | 35.2 | 10.5 | 21.3 | .495 | 0.0 | 0.1 | .000 | 3.9 | 4.7 | .828  | 2.1 | 2.6 | 4.7 | 4.7 | 0.9 | 0.3 | 2.3 | 2.4 | 25.0 |
| 3  | Michael Adams   | 25   | 82 | 75 | 33.9 | 5.1  | 11.3 | .449 | 1.7 | 4.6 | .367 | 2.0 | 2.4 | .834  | 0.5 | 2.2 | 2.7 | 6.1 | 2.0 | 0.2 | 1.8 | 1.7 | 13.9 |
| 4  | Danny Schayes   | 28   | 81 | 74 | 26.7 | 4.5  | 8.2  | .540 | 0.0 | 0.0 | .000 | 5.0 | 6.0 | .836  | 2.5 | 5.7 | 8.2 | 1.3 | 0.8 | 1.1 | 1.9 | 4.0 | 13.9 |
| 5  | Jay Vincent     | 28   | 73 | 8  | 24.0 | 6.1  | 13.1 | .466 | 0.0 | 0.1 | .250 | 3.2 | 3.9 | .805  | 1.1 | 3.1 | 4.2 | 2.0 | 0.6 | 0.4 | 1.9 | 2.7 | 15.4 |
| 6  | Blair Rasmussen | 25   | 79 | 45 | 22.5 | 5.5  | 11.2 | .492 | 0.0 | 0.0 |      | 1.7 | 2.2 | .776  | 1.6 | 3.9 | 5.5 | 1.0 | 0.3 | 1.0 | 0.9 | 3.1 | 12.7 |
| 7  | Calvin Natt     | 31   | 27 | 7  | 19.7 | 3.8  | 7.7  | .490 | 0.0 | 0.0 | .000 | 2.0 | 2.7 | .740  | 1.3 | 2.3 | 3.6 | 1.7 | 0.5 | 0.1 | 1.1 | 1.6 | 9.6  |
| 8  | Wayne Cooper    | 31   | 45 | 32 | 19.2 | 2.6  | 6.0  | .437 | 0.0 | 0.0 | .000 | 1.1 | 1.5 | .746  | 2.2 | 3.8 | 6.0 | 0.7 | 0.3 | 2.1 | 1.3 | 3.2 | 6.4  |
| 9  | T.R. Dunn       | 32   | 82 | 1  | 18.7 | 0.9  | 1.9  | .449 | 0.0 | 0.0 | .000 | 0.5 | 0.6 | .769  | 1.3 | 1.6 | 2.9 | 1.1 | 1.2 | 0.1 | 0.3 | 1.9 | 2.2  |
| 10 | Bill Hanzlik    | 30   | 77 | 0  | 17.3 | 1.4  | 3.7  | .380 | 0.0 | 0.2 | .188 | 1.7 | 2.1 | .791  | 0.5 | 1.7 | 2.2 | 2.2 | 0.8 | 0.2 | 1.2 | 2.4 | 4.5  |
| 11 | Otis Smith      | 24   | 15 | 6  | 12.7 | 2.5  | 6.2  | .398 | 0.0 | 0.0 |      | 1.4 | 1.9 | .750  | 1.1 | 0.9 | 2.0 | 0.7 | 0.3 | 0.4 | 0.8 | 1.5 | 6.3  |
| 12 | Mike Evans      | 32   | 56 | 0  | 11.7 | 2.5  | 5.5  | .453 | 0.6 | 1.6 | .396 | 0.5 | 0.7 | .811  | 0.2 | 0.7 | 0.9 | 1.4 | 0.6 | 0.1 | 0.8 | 1.4 | 6.1  |
| 13 | Michael Brooks  | 29   | 16 | 0  | 8.3  | 1.3  | 3.1  | .408 | 0.0 | 0.0 |      | 0.2 | 0.3 | .750  | 1.2 | 1.6 | 2.8 | 0.8 | 0.3 | 0.1 | 0.8 | 1.3 | 2.7  |
| 14 | Maurice Martin  | 23   | 26 | 0  | 5.2  | 0.9  | 2.3  | .377 | 0.0 | 0.2 | .250 | 0.4 | 0.8 | .476  | 0.5 | 0.4 | 0.9 | 0.5 | 0.2 | 0.1 | 0.4 | 0.8 | 2.2  |
| 15 | Andre Moore     | 23   | 7  | 0  | 4.9  | 1.0  | 3.4  | .292 | 0.0 | 0.0 |      | 0.9 | 0.9 | 1.000 | 0.7 | 1.0 | 1.7 | 0.7 | 0.3 | 0.1 | 0.4 | 0.6 | 2.9  |
| 16 | Brad Wright     | 25   | 2  | 0  | 3.5  | 0.5  | 2.5  | .200 | 0.0 | 0.0 |      | 0.0 | 0.0 |       | 0.0 | 0.5 | 0.5 | 0.0 | 0.0 | 0.0 | 1.0 | 1.5 | 1.0  |

## Galardones y récords
| Jugador/Entrenador | Galardón                                        |
| Lafayette Lever    | 2.º Mejor quinteto defensivo de la NBA All-Star |
| Alex English       | All-Star                                        |
| Doug Moe           | Entrenador del Año de la NBA                    |